# موشي اويشر
موشي اويشر (بالإنجليزية: Moishe Oysher)‏ اليديشية: משה אוישר، (ولد في 1906 في ليبكون (Lipcani)، بيسارابيا، الإمبراطورية الروسية - توفي 27 نوفمبر 1958، نيو روشيل، نيويورك) كان قائد جوقه ترتيليه روماني وممثل في المسرح اليديشية وهو يعتبر. واحد من قواد الأغاني الترتيليه الأكثر تسليه (المرنمين) التي سجلت على الإطلاق.

## السيرة الذاتية

### الخلفية العائلية
ولد اويشر لعائلة يهودية تتبع ستة أجيال من قواد جوقات الترتيليه. وقال للكاتب كافير- أن جده غنى الأغاني الشعبية لطلابه عندما كان اويشر صغيرا، وكانت الإيقاعات القلبية في دمي، وأنه ورث موهبته من جده الآخر وابيه.

### الطفولة
غادر والده لأمريكا عندما كان اويشر صغيرا، تاركا اياه مع جده. بدأ يمثل في المدرسة ولعب بضعة أدوار في للشاعر اليعازر شتاينبرغ وقال عنه (عن الشاعر) ان له تأثير عميق على حياته. في عام 1921، سافر إلى كندا للانضمام إلى والده. على الطريق، وكسر صوته وفي كندا وعمل غاسل صحون وبعدها كغاسل لدعم نفسه.

## المهنة

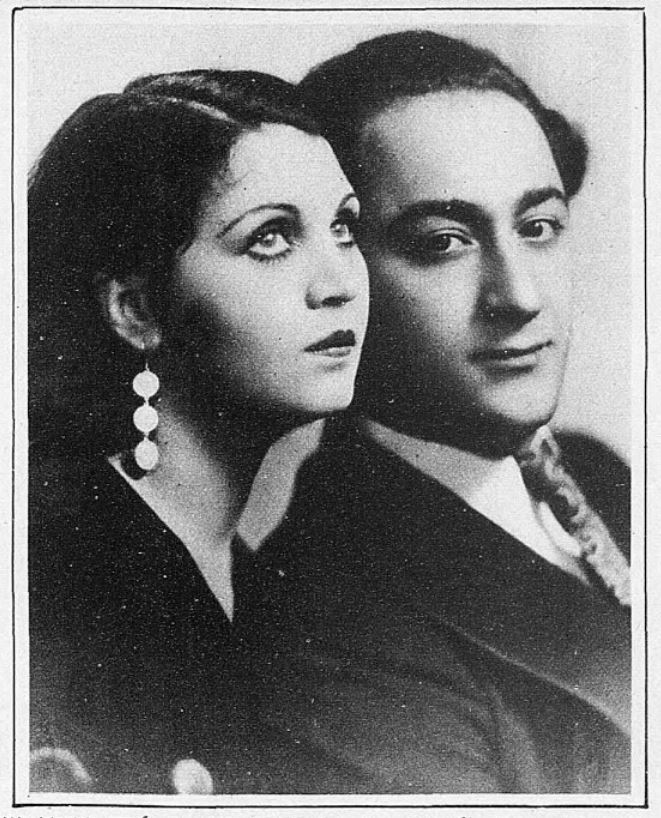
مويش أويشر وفلورنس فايس 1933

حصل أخيرا على صوته مجددا وبدأ الغناء مرة أخرى، في النوادي الأدبية والدرامية. التقى الممثل وولف شومسكي وسافر معه إلى وينيبيغ، حيث لعب مسرح اليديشية لمدة ثلاثة مواسم. سمح له الدخول في نقابة الممثلين الكندية في عام 1924 ولعب في مسرح مونتريال اليديشية تحت إشراف إيزيدور هوليندر. في عام 1928 كان في الإذاعة اليديشية في فيلادلفيا، حيث والديه كانوا، وذلك العام نفسه كان يعمل في مسرح هوبكنز في بروكلين، ثم في نيوارك مع زوجته فلورنسا فايس ثم مسرح غنائي. في عام 1931 تم قبوله في نقابة الممثلين في نيويورك ولعب في مجموعة آنشيل شور، ثم لعب مع بوريس توماسهيفسكي، ثم في عام 1932، بدأ شركته الخاصة، وسافر إلى بوينس آيرس والأرجنتين وأوروغواي والبرازيل.
وبالعودة إلى أمريكا، كان يعمل في الإذاعة وشارك بطولته مع زوجته في هاري كالمانوفيتش- جوزيف رومشيكسي أوبريت دوس هيست. في نفس الوقت تقريبا، وبتشجيع من الأصدقاء قدم طلبا لإجراء الخدمات والشازان للعطلات، في مانهاتن، نيويورك، على الجانب الشرقي أثار ضجة كبيرة،  ربما كان أول مغني من «وباين» إلى 'بيما (المنبر).وقال انه عمل بعد ذلك في جميع أنحاء العالم في كل المجالات. 
يقول البعض أن صوت اويشر كان مثل «زئير الأسد». كان يحب موسيقى الجاز، الذي كان شعبي في ذلك الوقت، وانه استخدم الحان إيقاعية مماثلة في صلاته، واحترم دائما التقليدية بيساريبيان " دويناس" و " نوساك" المزاجية للصلاة.
تألق اويشر في ثلاثة أفلام اليديشية. وفي عام 1943 وقعت اويشر عقدا مع فورتشن جالو لأداء عدة أدوار مع شركة شيكاغو أوبرا ومهنة غرامة كان من المتوقع، ولكن بعد اصابته بأزمة قلبية انه اضطر إلى التخلي عن فكرة. استمر في العمل في الإذاعة ونتيجة لخزن وتسجيل الفنان حتى بعد النوبات القلبية الأخرى، بناء على نصيحة أطبائه، دخل شبه التقاعد.

## الأحفاد
توفي في نيو روشيل في عام 1958، نجا من زوجته الثانية ثيودورا (عازفة البيانو الذي كانت كثيرا ما رافقته في الحفل)، ابنتهما شوشانا (روزانا)، شقيقته فريدل (ممثلة اليديشية المسرح والمغني) وزوجها هارولد ستيرنبرغ، الذي كان في أوبرا متروبوليتان. تزوجت ابنته روزانا أرموند ليبوويتز وكان لديهم ابنان، ديفيد وبراد

## فيلموغرافيا
- الابن كانتور (Zindl ماركا Khazn ل) عام 1937، الولايات المتحدة الأمريكية، B & W، 90 دقيقة، اليديشية مع ترجمة باللغة الإنجليزية. ISBN 1-56082-079-9 إخراج إيليا Motyleff وسيدني غولدين. الجهات الفاعلة الأخرى: جوديث Abarbanel وفلورنسا فايس. وبناء على الحياة Moishe Oysher ل. ومهاجر شاب فقير جدا اراضي على وظيفة خادم الحرمين الشريفين، حيث انه «اكتشف» ويصبح مشهورا على الفور. ومع ذلك، يبدو أن نجاحه لا معنى له لأنه يتوق للمنزل. الحداد الغناء (Yankl دير Shmid ، وعنوان اليديشية تعني حرفيا «يانكيل سميث») عام 1938، الولايات المتحدة الأمريكية، B & W، 95 دقيقة، اليديشية مع ترجمة باللغة الإنجليزية. ISBN 1-56082-085-3 إخراج إدغار ج. أولمر. أيضا مع ميريام Riselle وفلورنسا فايس. هذه هي قصة كلاسيكية حداد هذا هو الفاسق وتقريبا مدمن على الكحول. يوم واحد، يلتقي سيدة جميلة تسمى Tamare والتغيرات حياته. مقدمة إلى المجد (دير Vilner سحتوت Khazn ، وعنوان اليديشية تعني حرفيا «إن فيلنيوس مدينة كانتور»). 1940، الولايات المتحدة الأمريكية، B & W، 85 دقيقة، اليديشية مع ترجمة باللغة الإنجليزية ISBN 1-56082-063-2 إخراج ماكس Nosseck . هيلين بيفرلي وفلورنسا فايس. موشي اويشر هو "Vilner Balabesl"، وهو كانتور في فيلنيوس، بصوت الشهير. رجلين تأتي من وارسو الأوبرا للاستماع اليه الغناء «كول Nidre» في يوم الغفران وتكون معجبا جدا أن تستحدث له الأوروبي الموسيقى الكلاسيكية والقراءة والموسيقى ورقة. أنها إقناعه، ضد رغبات كثير من أفراد أسرته (وخصوصا والده في القانون) لتصبح مغنية أوبرا في وارسو. ان يترك منصبه كرئيس للكانتور فيلنيوس، ويبدو في البداية أن يكون على طريق الشهرة والثروة باعتبارها نجمة الأوبرا في وارسو، وعندما يصل الأخبار أن ابنه قد مات. المنكوبة الحزن، وقال انه يتعثر خلال الأغنية كان من المفترض أن يغني، بدءا بدلا إلى تهليل أنه كان يغني لابنه. في العار، خسر أيضا صوته. وهو يحاول العودة إلى حياته في فيلنا. أخيرا، صوته يأتي لفترة وجيزة الرجوع إليه في يوم الغفران. يغني الأسطر القليلة الأولى من «كل Nidre»، ثم يموت بنوبة قلبية. في عام 1944 فيلم أغنية روسيا، وذلك باستخدام اسم مستعار والتر لورانس، غنى موشي اويشر «Rusland عز الأشعة تحت الحمراء nomen» («روسيا اسمها»)، الموسيقى عن طريق جيروم كيرن. الغناء في الظلام، 1956، الولايات المتحدة الأمريكية، B & W، اللغة الإنجليزية. صورة الحركة عن أحد الناجين من المحرقة الذين يعانون من فقدان الذاكرة الكلية الذي يأتي إلى الولايات المتحدة وتصبح مغنية. اويشر تغني باللغتين الإنجليزية والعبرية.

## روابط خارجية
- موشي اويشر على موقع IMDb (الإنجليزية)
- موشي اويشر على موقع ميوزك برينز (الإنجليزية)
- موشي اويشر على موقع قاعدة بيانات برودواي على الإنترنت (الإنجليزية)
- موشي اويشر على موقع قاعدة بيانات الفيلم (الإنجليزية)

- (Musical Album:) The Power, The Glory, The Soul of Moishe Oysher. Judaica Sound Archives. Florida Atlantic University
- Article about Moshe Oysher - Chazzanut Online